# Fylgie
Fylgia – w mitologii nordyckiej duch opiekuńczy człowieka, uosobienie jego cech psychicznych, odpowiednik rzymskiego Geniusza i Junony. Wierzono również w Fylgie jako opiekuna rodów.